# Brachanthemum
Brachanthemum là một chi thực vật có hoa trong họ Cúc (Asteraceae).

## Loài
Chi Brachanthemum gồm các loài: